# Blok (powieść)
Blok – polska powieść Sławomira Shutego opublikowana w Internecie w 2002 roku (lub w 2003). Pierwsza polska powieść hipertekstowa. Blok powstał równolegle (lub też nieco później) z tradycyjnym, papierowym wydaniem zbioru opowiadań Cukier w normie z 2002 roku, na podstawie którego została stworzona.

## Zawartość
Oprócz opowiadań zbioru Cukier w normie autor do tworzenia Bloku wykorzystał fragmenty zbiorów Nowy Wspaniały Smak oraz z noweli Bełkot. Zawartość fabularna edycji hipertekstowej i książkowych oraz kształt językowy poszczególnych opowiadań nie uległy zmianie, jednak niektóre nazwiska oraz imiona są inne. W drugim, papierowym wydaniu tekst wzbogacono o osiem nowych opowiadań. Leksje nie odpowiadają podziałowi na poszczególne opowiadania zawarte w tomie Cukier w normie.

## Fabuła
Fabułę wiąże przestrzeń mieszkalna dziesięciopiętrowego budynku (tytułowego bloku). Rama narracyjna jest niepełna, pojawia się fragmentarycznie. W wersji internetowej, poszczególne fragmenty tworzy scala za pomocą hiperłączy spis 30 lokatorów według nazwisk. W ten sposób ze zbioru odrębnych opowiadań powstała tematycznie jednolita całość. Brak jest charakterystycznych dla tradycyjnych powieści relacji przyczynowo-skutkowych między poszczególnymi wydarzeniami.

## Odbiór
Internauci docenili atrakcje literackiego labiryntu, ale nie szczędzili autorowi głosów krytyki. Utwór nie zachwycił również badaczy hipertekstu. Forma Bloku nawiązuje do luźnej, epizodycznej budowy XVIII-wiecznej powieści (Diabeł kulawy). Również tematyka od dawna inspirowała innych twórców (W domach z betonu nie ma wolnej miłości, Alternatywy 4). Poza formą publikacji w Internecie powieść nie jest literacką nowinką, a i to dotyczy jedynie Polski (afternoon, a story Michaela Joyca – najgłośniejsza powieść hipertekstowa powstała już w 1987 r.)

## Kontrowersje chronologiczne
Blok był promowany jako pierwsza polska powieść hipertekstowa, ale nie był pierwszym literackim hipertekstem w języku polskim. W 1996 roku wydawnictwo Pusty Obłok wydało zapisany na dyskietce, anonimowy utwór pt. Elektropis znaleziony w Krzeszowicach, który został ponownie opublikowany w 2002 roku pt. AE pod nazwiskiem Roberta Szczerbowskiego (w edycji papierowej był wydany w 1991 roku). Powieść Koniec świata według Emeryka Radosława Nowakowskiego była częściowo opublikowana w Internecie już w 2002 roku, choć jej oficjalna premiera miała miejsce w marcu 2005 roku. Jest z pewnością pierwszą polską powieścią hipertekstową wydaną na CD.